# تباروشت (تبروشت)
تباروشت هي إحدى مشيخات المملكة المغربية، تتبع جغرافيا لإقليم أزيلال وإداريًا لتبروشت. يقدر عدد سكانها بـ 3620 نسمة حسب الإحصاء الرسمي للسكان والسكنى لسنة 2004.